# Szingapúr
Szingapúr, hivatalosan a Szingapúri Köztársaság (egyszerűsített kínai írással: 新加坡共和国, tamilul: சிங்கப்பூர் குடியழுத்து, malájul: Republik Singapura), független ország, törpeállam Ázsia délkeleti részén. Az ország főszigetét északról a 900–1500 méter széles Johori-szoros választja el Malajziától. A sziget déli részét a Malaka-szoros hullámai mossák, amelyben közel 60 kis sziget áll szingapúri fennhatóság alatt. Ez a szoros egyben Indonézia felségvizeinek határa is. Az állam nevét a szanszkrit सिंह, simha, vagyis oroszlán és पुर, pura, azaz város szavakból kapta.
1965-ös függetlenedése óta Szingapúrban rohamos fejlődés indult el, amit nagyrészt előnyös gyarmati múltjának köszönhet. Szingapúr volt ugyanis a környék brit gyarmati központja. A kezdeti évek politikai válságai után, a természeti erőforrások hiánya és a hátország hiánya ellenére a négy „ázsiai tigris” egyikévé vált. Stratégiai jelentőségű kikötője hamarosan a világ egyik legfejlettebb államává tette a várost. Ma jelentős pénzügyi és logisztikai központ; Hongkong mellett Ázsia legfontosabb pénzügyi központja. A világ egyik leggazdagabb országa (városa), ugyanakkor a világ egyik legmagasabb megélhetési költségű városaként tartják számon. Gyakran „Ázsia Svájcának”  nevezik.
Kiemelkedő helyen szerepel a legfontosabb társadalmi mutatók tekintetében: az oktatás, egészségügy, életminőség, a személyes biztonság terén. A lakosok az egyik legmagasabb várható élettartamot, az egyik leggyorsabb internetkapcsolatot és az egyik legalacsonyabb gyermekhalandóságot mondhatják magukénak globális szinten is.
Nemzetközi felmérések szerint az állam az egyik legkevésbé korrupt a világon.
A figyelemre méltó életminőséget és politikai stabilitást felmutató Szingapúr ma „tekintélyuralmi demokráciának” vagy „puha diktatúrának” számít, és függetlensége óta ugyanaz a család van hatalmon. A városállamot politikai liberalizmus nélküli gazdasági liberalizmust gyakorló országnak tekintik. A kormánypárt által kialakított választási és jogi keret lehetővé tesz némi politikai pluralizmust, de korlátozza a véleménynyilvánítás, a gyülekezés és az egyesülés szabadságát.

## Földrajz

### Domborzat

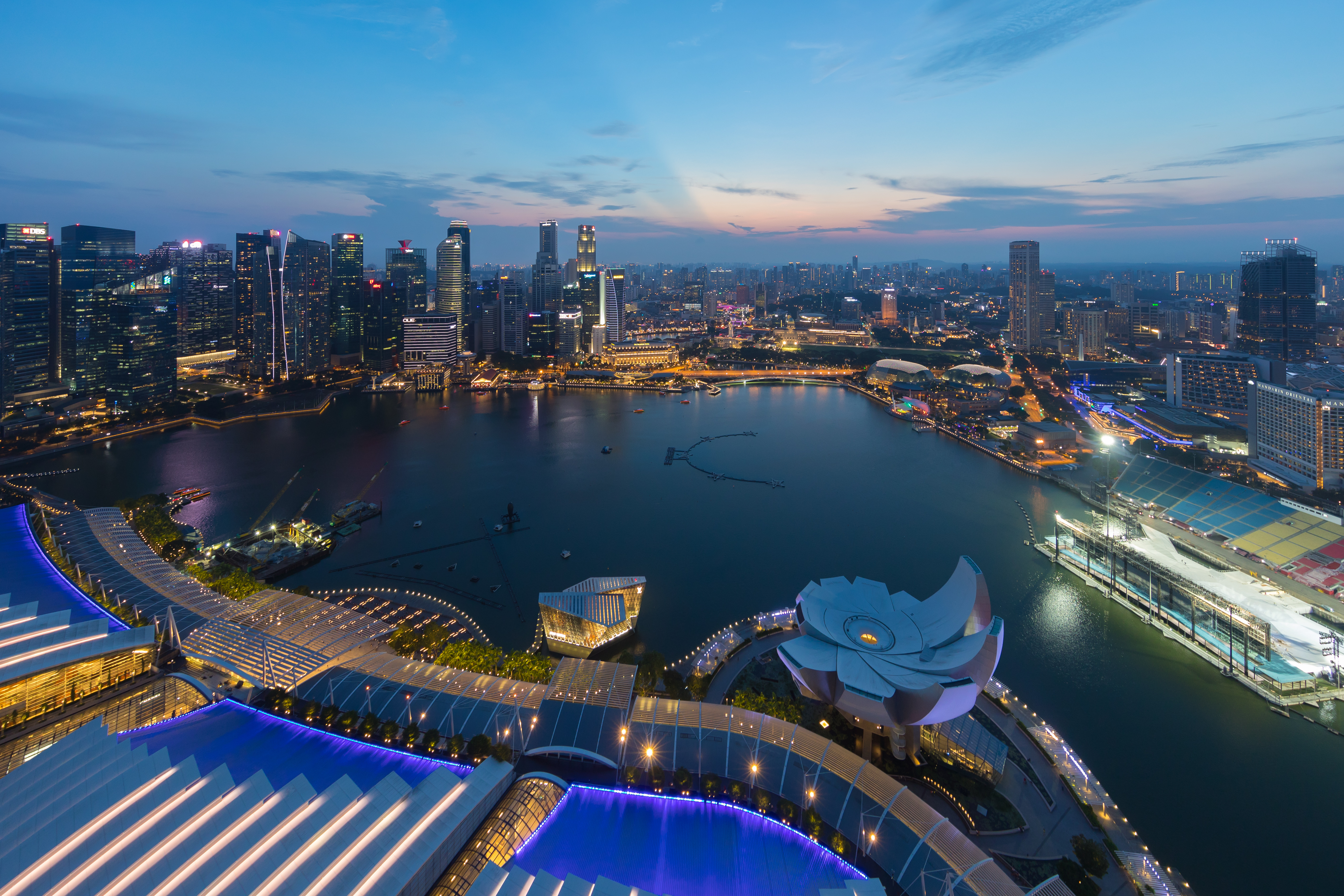
Szingapúr központi üzleti negyedének esti fényei

Szingapúr az azonos nevű szigeten terül el, ezen kívül még kb. 60 kisebb sziget (Jurong, Tekong, Ubin stb.) alkotja. A kis területű ország legnagyobb része síkság, és csak pár szigethegy emelkedik ki felszínén. Ezek közül a legmagasabb a Bukit Timah nevű domb 163,63 méterrel a tenger szintje felett. A sekély parti sáv feltöltésével a sziget területét folyamatosan növelik, így például 1960-ban Szingapúr területe még csak 581,5 km² volt, szemben a mai 716,1 km²-rel. A feltöltésnek az volt az ára, hogy eltűntek a jellegzetes trópusi mangroveerdők. A városias képet mutató országban amúgy sem maradt meg sok az eredeti növénytakaróból. Szingapúr területének mindössze 5%-án burjánzik mind a mai napig a trópusi esőerdő. Ennek kárpótlásaként hozták létre a város állat- és növénykertjét, amely a világ egyik legszebbje a maga műfajában, trópusi gyűjteménye pedig páratlan. Saját vízforrása alig van, így a sziget egyetlen édesvízkészlete az esővíz, amelyet több víztározó gyűjt össze (Seletar, Murai, Pandan stb.). Az ország szükségleteinek mindössze 10 százalékát tudja fedezni a természetes vízforrásaiból.

### Élővilág, természetvédelem
Szingapúr lényegében városállam. A városközpont a fő sziget déli partján terül el, de az eredeti esőerdőkből a sziget más részein sem maradt sok. Tudatos várostervezés folyik, szép városi parkokat alakítottak ki. A botanikus kert trópusi gyűjteménye páratlan.

### Éghajlat
Szingapúr az egyenlítői éghajlaton fekszik, ahol az évi 2400 mm csapadék az átlagos. A statisztikák szerint mindössze két fok átlagos eltérést tapasztalhatunk a januári és a júliusi középhőmérséklet között. Az esős évszak novembertől januárig tart, amikor főként az európai turistáknak nehéz megküzdeniük a magas páratartalommal.
| Hónap                         | Jan. | Feb. | Már. | Ápr. | Máj. | Jún. | Júl. | Aug. | Szep. | Okt. | Nov. | Dec. | Év   |
| ----------------------------- | ---- | ---- | ---- | ---- | ---- | ---- | ---- | ---- | ----- | ---- | ---- | ---- | ---- |
| Rekord max. hőmérséklet (°C)  | 34,3 | 35,2 | 36,0 | 35,8 | 35,4 | 35,0 | 34,0 | 34,2 | 34,3  | 34,6 | 34,2 | 33,8 | 36,0 |
| Átlagos max. hőmérséklet (°C) | 30,1 | 31,2 | 31,6 | 31,7 | 31,6 | 31,3 | 30,9 | 30,9 | 30,9  | 31,1 | 30,6 | 30,0 | 31,0 |
| Átlaghőmérséklet (°C)         | 26,5 | 27,1 | 27,5 | 28,0 | 28,3 | 28,3 | 27,9 | 27,9 | 27,6  | 27,6 | 27,0 | 26,4 | 27,5 |
| Átlagos min. hőmérséklet (°C) | 23,3 | 23,6 | 23,9 | 24,4 | 24,8 | 24,8 | 24,6 | 24,5 | 24,2  | 24,1 | 23,7 | 23,5 | 24,1 |
| Rekord min. hőmérséklet (°C)  | 19,4 | 19,7 | 20,2 | 20,7 | 21,2 | 20,8 | 19,7 | 20,2 | 20,7  | 20,6 | 21,1 | 20,6 | 19,4 |
| Átl. csapadékmennyiség (mm)   | 243  | 159  | 171  | 178  | 171  | 162  | 158  | 175  | 169   | 193  | 256  | 287  | 2322 |
| Átl. páratartalom (%)         | 84   | 82   | 83   | 84   | 84   | 82   | 82   | 82   | 83    | 83   | 86   | 87   | 84   |
| Havi napsütéses órák száma    | 173  | 183  | 192  | 174  | 179  | 177  | 189  | 179  | 156   | 155  | 129  | 133  | 2019 |
| Forrás: Hong Kong Observatory |      |      |      |      |      |      |      |      |       |      |      |      |      |

## Története

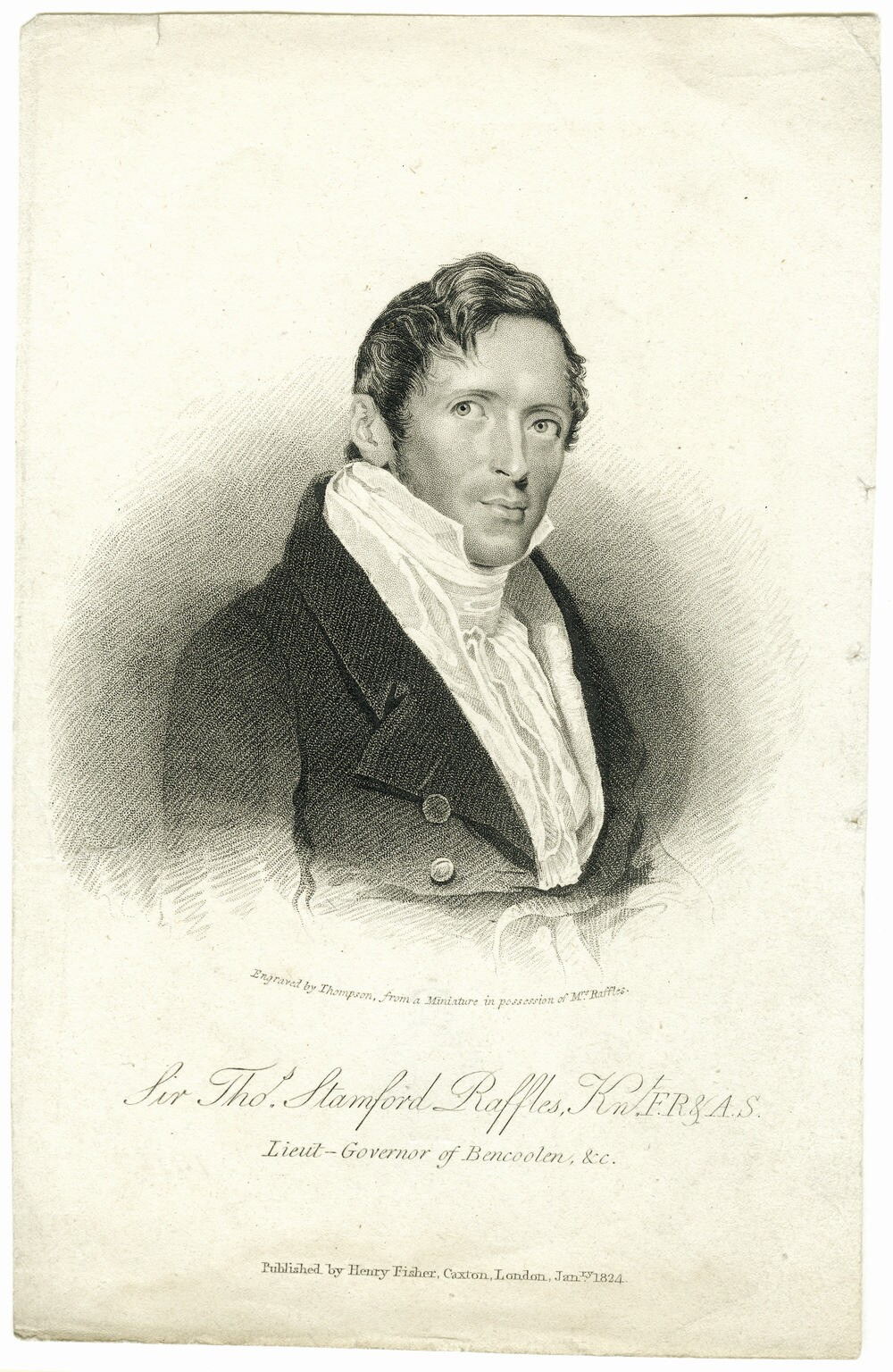
Sir Thomas Stamford Raffles, Szingapúr gyarmat alapítója és kormányzója (1824)

A szigetet először kínai források említik a 3. században. Ebben az időben Tomaszeknek nevezték a Maláj-félsziget csücskén elhelyezkedő szigetet. Sokáig csak halászok és kalózok tanyáztak a kis kikötőben. Singapurát a maláj hagyományok szerint Srivijaya egyik hercege alapította. Srivijaya uralmát a 14. században a Majapahit Birodalom döntötte meg. Ebben a korban Tomaszek egyre nagyobb várossá fejlődött, és halászatból, valamint a kereskedelemből élő lakói tehetősebbek lettek, de még mindig nem tartozott a legfontosabb települések közé. Hamarosan a Sziámi Királyság tette rá a kezét a területre, majd a 15. század elején a Malakkai Szultanátus (más néven Johorei Szultanátus, ma: Melaka, Johor) birtokába került.
A következő évszázad a lassan fejlődő városka életében sorsdöntő volt. Először jelentek meg Szingapúr partjainál európai hajók. A portugálok felkelést robbantottak ki a malájok ellen, amelyben 1617-ben porig égett a cölöpházakból álló városka. A portugálok sem tudták azonban megtartani a szigetet hosszú ideig, a 17. század elején a hollandok kezére került. A nagyhatalmi huzavonából végül Nagy-Britannia került ki győztesen, amikor 1819-ben Thomas Stamford Raffles, a Brit Kelet-indiai Társaság képviselője megállapodást kötött a johorei szultánnal, miszerint a szigeten kikötőt és települést alapít. A brit gyarmati városkát Szingapúrnak nevezte el, és hamarosan innen kiindulva Délkelet-Ázsia jelentős részét sikerült a társaság befolyása alá vonni. Egyre fontosabb kikötőként, 1832-ben a közeli brit területek központja, majd 1867-ben önálló brit koronagyarmat lett. Stratégiai fontossága abból fakadt, hogy az Európát Kínával összekötő hajóút mentén fekszik. 1842-ben, amikor Hongkong is a brit gyarmatbirodalom részévé vált, Szingapúr jelentősége csökkent. A hanyatlásból aztán még nagyobb lendülettel tört fel, amikor 1869-ben megnyitották a Szuezi-csatornát. A hajósvilág egyik legismertebb kikötőjévé vált. A délkelet-ázsiai brit központ egyre jobban fejlődött, de még mindig főként alacsony cölöpházak alkotta negyedekből állt.

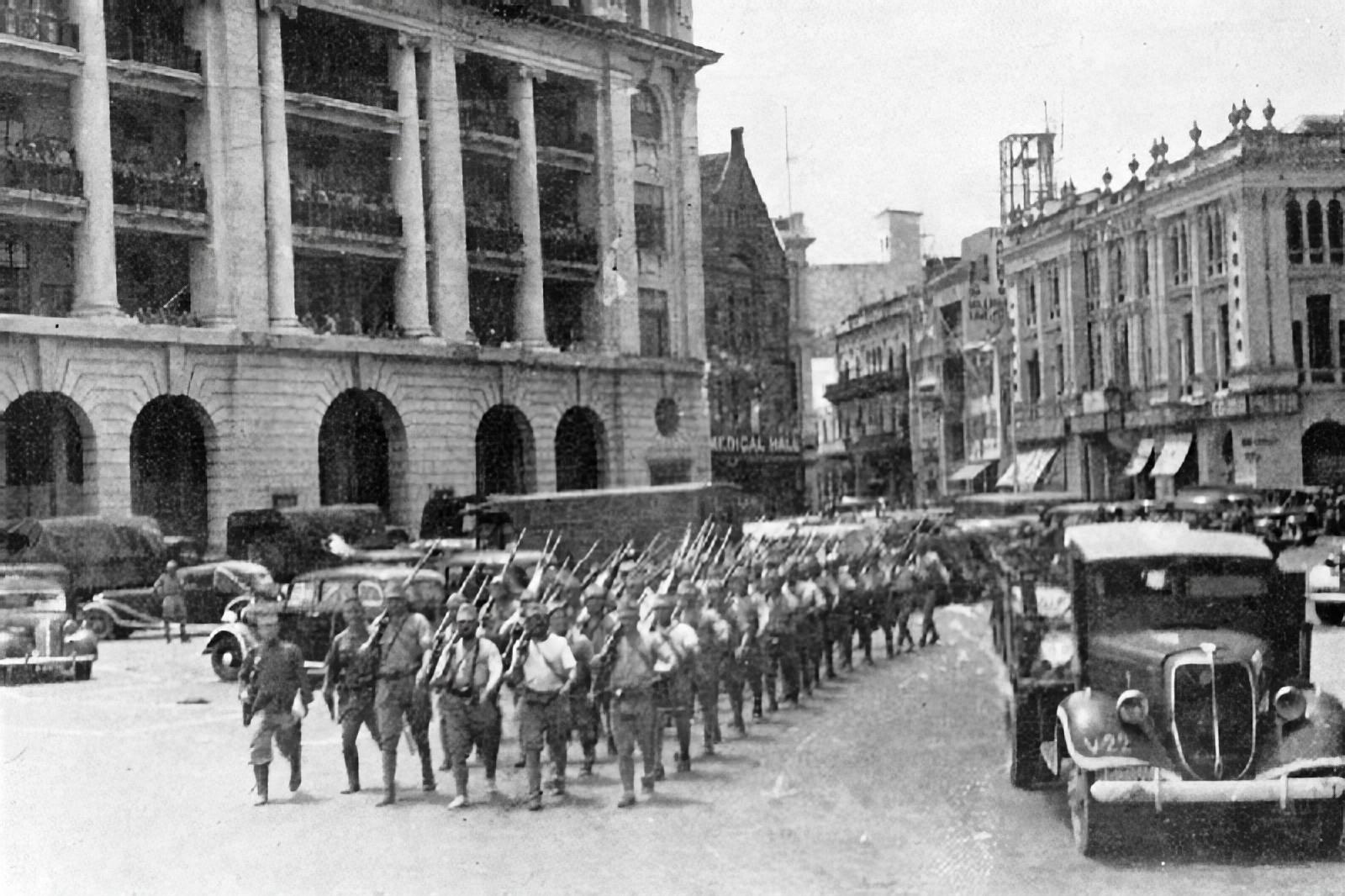
Japán csapatok Szingapúr utcáin 1942-ben

Az első világháború után brit katonai támaszpont létesült itt. Ennek ellenére a második világháborúban 1942. február 15-én a japán csapatok a szingapúri csatában elfoglalták a szigetet, és egészen a japán kapitulációig, 1945 szeptemberéig tartották megszállva. A japánok új nevet is adtak a városnak: Szjonan-to, vagyis Dél Fénye. Szingapúr gyors (hat nap alatt történő) elvesztése, az ottani brit csapatok evakuációja súlyos kudarca volt Nagy-Britanniának. A világháború után a sziget újra brit birtokba került. 1946-ban önálló koronagyarmatként kezelték, majd 1959-ben önigazgatást alkothatott. A szabad választásokon Li Kuang-jao nyert, aki a későbbiekben hatalmas szerepet játszott Szingapúr gyors fejlődésében. 1962-ben egy demokratikusan megrendezett népszavazáson a szigetállam úgy döntött, hogy csatlakozik a Maláj Államszövetséghez, amelyben Szingapúr mellett Malájföld, Sabah és Sarawak vett részt. A szövetség 1963 szeptemberében alakult meg. Szingapúr ekkor autonóm kormányzattal rendelkezett. Az államalakulaton belül hamarosan ellentétek kerültek felszínre a szingapúri és a szövetségi kormány között. Ezek a szigetország kiválásához vezettek. Így 1965. augusztus 9-én Szingapúr független állammá alakult. Két nappal a különválás deklarálása után ismerte el Malajzia Szingapúr önállóságát.
Az újonnan alakult állam súlyos gondokkal nézett szembe. Lakói között tombolt a munkanélküliség, kevés lakás volt, a forgalmas kikötő csak a környezetszennyezést növelte, és a kis országnak alig volt saját nyersanyaga. Azonban Li Kuang-jao kormánya sikerrel vette az akadályokat, és a nemzetközi üzleti élet központjává sikerült emelnie a városállamot. Li (hivatalosan) egészen 1990-ig vezette az országot. Utóda Goh Chok Tong lett. Az ő hivatali idejében az ország sikeresen átvészelte az 1997-es ázsiai pénzügyi válságot, a 2003-as madárinfluenza-járványt és a 2001. szeptember 11-ei terrortámadások után az iszlám szélsőségesek jelentette veszélyt. 2004-ben az ország történetének harmadik miniszterelnöke Li Kuang-jao legidősebb fia, Li Hszien Lung lett.

## Államszervezet és közigazgatás

### Alkotmány, államforma
Szingapúr a westminsteri rendszeren alapuló képviseleti demokrácia, államformája unitárius parlamentáris köztársaság. Politikai rendszerének alapja az írott szingapúri alkotmány, amely 1965. augusztus 9-én lépett életbe és az 1963–1965 között érvényes maláj szövetségi alkotmány Szingapúrra érvényes részein alapul.

### Törvényhozás, végrehajtás, igazságszolgáltatás

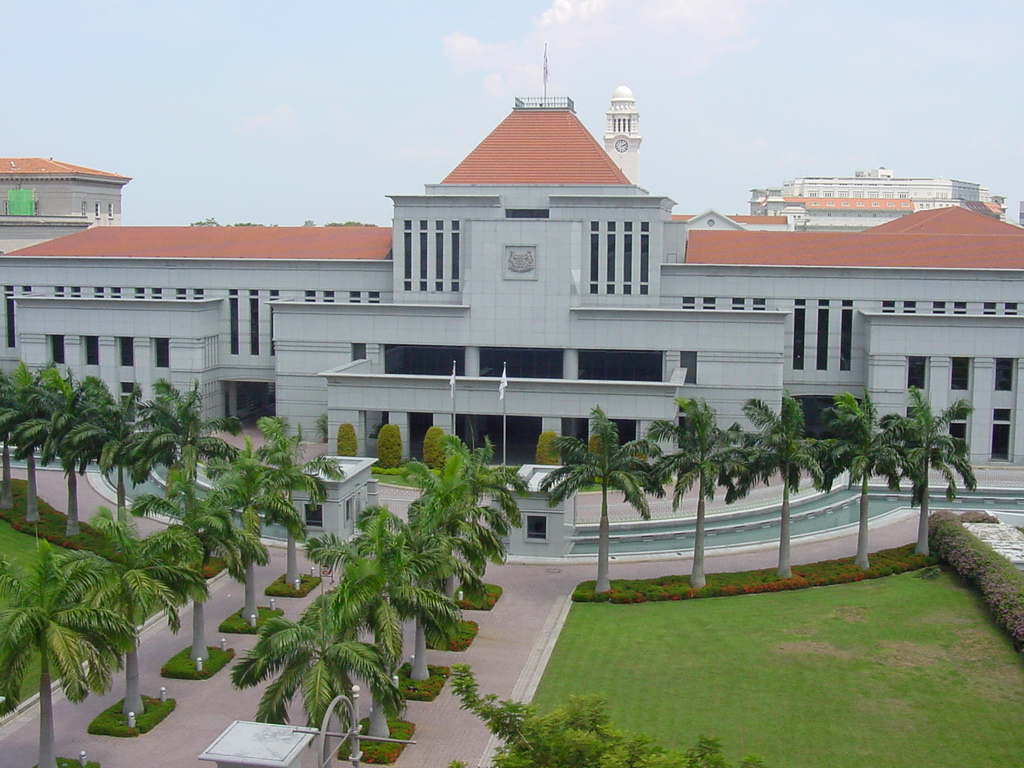
Szingapúr parlamentje

Az alkotmány értelmében törvényhozó hatalommal az elnök és a parlament bírnak. A szingapúri parlament egykamarás, fő funkciói a törvényhozás, az ország pénzügyeinek kezelése és a miniszterek tevékenységének felügyelete. Képviselőit ötévente választják relatív többségi szavazási rendszerben. A jelenlegi parlamentnek 103 tagja van: 93 képviselőt 31 választókerületből közvetlenül választották meg, 9 független képviselőt az elnök nevezett ki és 3 képviselőt a választókerületi rendszeren kívül neveztek ki az ellenzéki képviselők számának növelése érdekében.
Bár Szingapúr köztársaság, és mint ilyen, az ország vezetését „választják”, Li Kuang-jao megszakítás nélkül volt hatalmon három évtizeden keresztül. A People’s Action Party (PAP, Lee pártja) gyakorlatilag az egyetlen párt az országban. A kritikusok szerint a PAP mindent meg is tett az esetleges konkurens pártok elnyomására: a lejáratástól, pereskedéstől kezdve a választási rendszer (számukra kedvező) átalakításáig terjedt az eszköztáruk. Ezért aztán Szingapúrt inkább tekintélyelvű államnak tartják, mint demokráciának.
Li Kuang-jao utódlása is érdekesen zajlott. 1990. november 26-án benyújtotta lemondását az elnöknek, kinevezve utódjául Goh Chok Tongot, akit később meg is választottak.
Lee lemondásakor létrehoztak egy új posztot a kormányzatban Rangidős Miniszter néven, melyet mindig a lemondó miniszterelnök foglal el. Tehát Lee továbbra is ott maradt a kormányban. Megtartotta a kormányzó párt (PAP) elnöki posztját is, így biztosítva, hogy elgondolásai továbbra is nyitott fülekre találjanak (a pártelnöki posztot végül 1992-ben átadta Goh Chok Tong miniszterelnöknek). Amikor Goh Chok Tongot előléptették miniszterelnök-helyettesből miniszterelnöknek, a régi pozícióját Lee legidősebb fia, Lee Hsien Loong foglalta el.
2004. augusztus 12-én Goh Chok Tong lemondott, és az első miniszterelnök fiát, Lee Hsien Loongot nevezte ki utódjául. Mivel immáron a Rangidős Miniszter cím Goh Chok Tongot illeti meg, az idősebb Lee kiszorult volna a kormányzatból. Ezt orvosolandó, a fiatal Lee még egy újabb pozíciót hozott létre a kormányában, a miniszter-tanácsadóit, amit apja rögvest el is foglalt, és azóta is együtt kormányozzák Szingapúrt. (A poszt nem keverendő össze az amúgy minden miniszter mellett, a háttérben megtalálható tanácsadókkal: a minisztertanácsadó a kormány tagja, talán a tárca nélküli miniszter tekinthető a magyar megfelelőjének.)
A Lee család többi tagja is jelentős gazdasági és/vagy politikai pozíciókkal rendelkezik; gyakorlatilag nem nagyon van olyan terület, ahol ne lennének jelen. Ezek alapján a kritikusok Szingapúrt leginkább egy nagyon sikeres családi vállalkozásnak tartják.

### Politikai pártok
Az ország vezető pártja a People’s Action Party (Népi Akció Párt), mely jobbközép ideológiájú és már 14. ciklusában kormányoz. Ellenzéki pártok a Workers' Party (Munkáspárt), valamint a Singapore People's Party (Szingapúri Néppárt). Mindkét párt balközép ideológiájú. Utóbbi a 2015-ös parlamenti választásokkor nem került be a törvényhozásba.

### Közigazgatási beosztás
Szingapúr unitárius állam és így a központi kormányzat az egyetlen politikai és jogi központ, az országban nincsenek tartományok vagy megyék. A helyhatóságok, amelyek Szingapúr történelme során több formában léteztek, a központi kormányzattól függenek. 2023-ban az ország területe helyhatóságilag háromféleképpen van felosztva: 5 közösségi fejlesztési tanácsra, ezek tovább 17 városi tanácsra, ezek pedig még tovább 31 választókerületre.

### Védelmi rendszer
2024-ben Szingapúr az ország GDP-jének 2,7%-át költötte honvédelemre, többet, mint a régió többi országa, világviszonylatban a gazdaság méretét tekintve 14. legtöbbet.
Minden szingapúri férfi állampolgár részére (sőt a nem állampolgár betelepültek is) kötelező a kétéves sorkatonai szolgálat. Ugyan történelme során még nem keveredett háborúba a városállam, ma mégis százezres aktív hadserege van, és összesen 350 ezren hívhatók be katonai szolgálatra.

## Népesség

### Népességének változása
| Lakosok száma | 1 022 100 | 1 518 800 | 1 934 400 | 2 229 800 | 2 646 466 | 2 930 901 | 3 796 038 | 4 265 762 | 5 399 162 | 5 866 139 |
|               | 1950      | 1958      | 1966      | 1974      | 1982      | 1989      | 1997      | 2005      | 2013      | 2021      |

### Etnikai, nyelvi megoszlás
A kínai származású szingapúriak alkotják a szigetállam lakosságának legnagyobb részét, mintegy 75,2%-át. A maláj 13,6%, az indiai származásúak pedig a szingapúri lakosság 8,8%-át teszik ki. Az eurázsiai szingapúriak és más kisebb etnikai csoportok, mint az arabok, zsidók, thaiok, japánok és európaiak a társadalom 2,4%-át alkotják.
A szingapúri állam nagy gondot fordít a különböző népcsoportok közötti békés kapcsolat fenntartására, tanulva az 1960-as években bekövetkező, etnikai okokra visszavezethető lázadásokból. Nagy hangsúlyt fektetnek a jó viszony megőrzésére a társadalom minden területén, így az oktatási rendszer, a katonaság, valamint a lakhatás terén. Az állam hozzáállása eddig jobbára sikeres volt, és az 1970-es évek eleje óta kevés jele volt a etnikai feszültségnek.
A szingapúriak többnyelvűek, a 2020. évi népszámlálás adatai alapján a népesség 74,3%-a beszél legalább két nyelvet. A legtöbbek által beszélt nyelv az angol, míg az anyanyelveket az iskolákban második nyelvként tanítják az egyes etnikai csoportok identitásának és értékeinek megőrzése érdekében. A 2020. évi népszámlálás szerint otthon az angol a leginkább használt nyelv, amelyet a népesség 48,3%-a használ, ezt követi a mandarin 29,9%-kal.

### Vallási megoszlás
Szingapúrban a buddhizmus a legelterjedtebb vallás (főleg a mahájána ága), amelyet kb. a népesség 33%-a gyakorol. Szintén nagy számban vannak jelen keresztények (18%), majd az iszlám-hívők (15%) és a hinduk (5,1%). Említésre méltó a taoisták száma (11%) és a magukat nem vallásosnak nevezőké, akik a lakosság 17%-át teszik ki.

### Szociális rendszer
A szingapúri szociális rendszer főként a Central Provident Fund (CPF) nevű, a hagyományos társadalombiztosítóktól némiképp eltérő funkciókat is ellátó állami intézményen nyugszik. A rendszer elsősorban az egyén, illetve a család felelősségvállalására épít. Ennek megfelelően a CPF egyéni elszámolású biztosító, amelyben a juttatásokat az egyén (illetve bizonyos esetekben közvetlen hozzátartozói) befizetései határozzák meg (úgynevezett hozzájárulással meghatározott társadalombiztosítási rendszer).
A tagság minden szingapúri állampolgárnak kötelező, és a jövedelem egy bizonyos hányadát a CPF által kezelt egyéni számlákra kell továbbítani. A hozzájárulás mértéke az évek során az ország és a világ gazdasági teljesítményétől függően változott, 2007 óta a teljes munkavállalói hozzájárulás mértéke 14,5%, a munkáltatói pedig 20%.
|                | 1955 | 1985 | 1986 | 1995 | 1999 | 2007 |
| -------------- | ---- | ---- | ---- | ---- | ---- | ---- |
| Munkavállaló % | 5    | 25   | 10   | 20   | 10   | 14,5 |
| Munkáltató %   | 5    | 25   | 25   | 20   | 20   | 20   |
| Összesen %     | 10   | 50   | 35   | 40   | 30   | 34,5 |

A befizetéseket három számlán tartják nyilván, amelyekről különböző célra vehet igénybe szolgáltatásokat az állampolgár.
- Az Ordinary Fund (normál alap) a lakásvásárlás, a felsőoktatás és egyéb, az alapkezelő által jóváhagyott beruházásokhoz képez megtakarítási számlát. Erről a számláról a megtakarítás átcsoportosítható egy közeli hozzátartozó számlájára is, így a család tagjai segíthetnek egymásnak. Ide folyik be a befizetések 55-67%-a.[21]
- A Special Account (különleges számla) szolgál a nyugdíj biztosítására. A szingapúri állampolgárok 55. életévüket betöltve felvehetik az itt található megtakarításuk egy részét, 99 600 szingapúri dollárt (2013-tól 120 000 SGD) a tisztes nyugdíj biztosítására kötelező a számlán hagyni.[21] A befizetések 14-24%-a érkezik ezekre a számlákra.[21]
- A Medisave Account az egészségügyi kiadások fedezésére szolgál.[21]

#### Egészségügyi ellátás
A 80-as évek elejéig az egészségügyi kiadásokat adókból fedezte Szingapúr, és a szolgáltatók köztulajdonban voltak. A társadalom elöregedése azonban a többi fejlett országhoz hasonlóan egyre nagyobb terhet rótt a rendszerre, ami a hosszú távú fenntarthatóságot veszélyeztette. Az egészségügyi rendszert ezért átalakították; napjainkban jelentős részben előtakarékossági számlákon és egyéni társfinanszírozáson alapul az ellátás.
Az átalakítás után a szingapúri egészségügyi rendszert ma a világon a leghatékonyabbak között tartják számon. A GDP 3,7%-át teszik ki az egészségügyi kiadások (szemben az OECD átlagosan 8%-os értékével), aminek 30%-át állami forrásokból, 8-10%-át az állami kezelésű előtakarékossági számlákról, a maradékot tisztán magánforrásokból fedezik. A magánszolgáltatók arányában az ellátástól függően nagyok az eltérések. Az alapellátás és a járóbeteg-rendelések 80%-a magánkézben van, míg a fekvőbeteg-ellátást túlnyomóan (kb. 80%-ban) állami szolgáltatók végzik.
Az egészségbiztosítási piac legnagyobb szereplője az állami biztosító; a magántársaságoknak nem jut nagy szerep Szingapúrban. Az állami biztosító csak a ritka, súlyos betegségek finanszírozását vállalja, azt is megfelelő önrésszel. A magasabb komfortú ellátást választóknál az önrész aránya magasabb. A preventív intézkedéseknek nagy figyelmet szentelnek, a közoktatásba is beépül az egészséges életmódra nevelés.

## Gazdaság

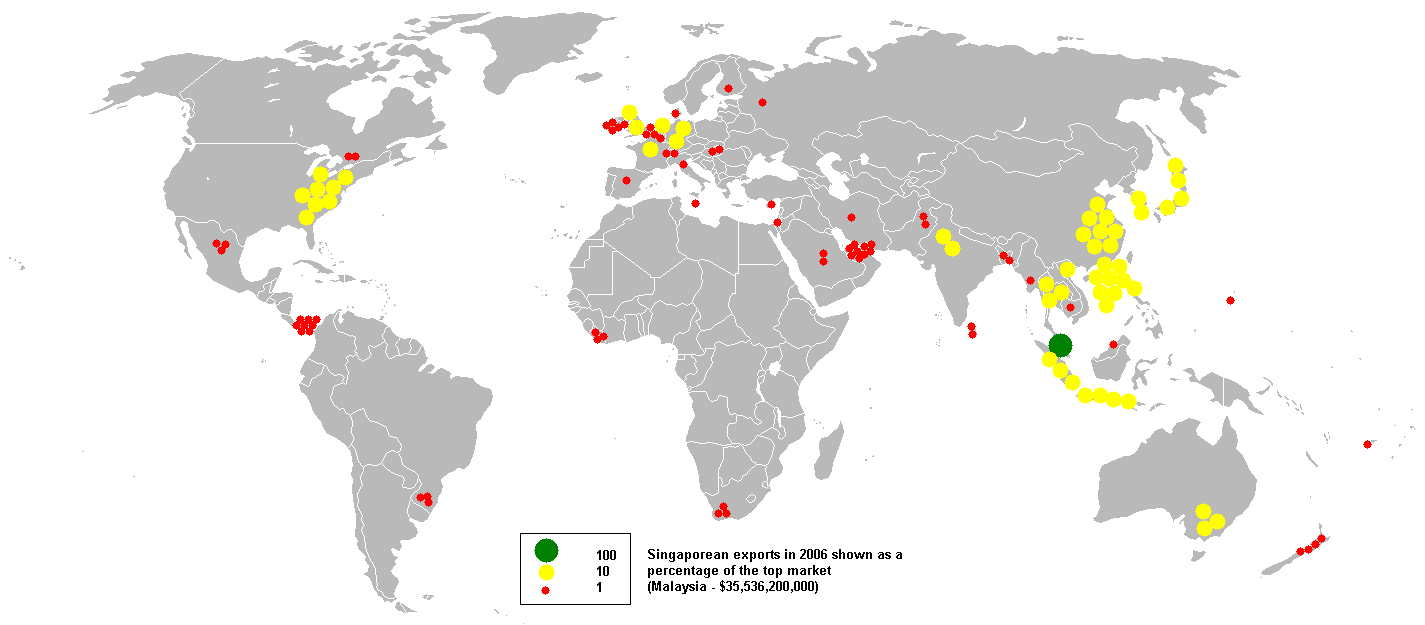
A világ országaiba irányuló szingapúri export nagysága 2006-ban

### Általános adatok
Szingapúr vezető szerepet tölt be a globális világgazdaságban; a világ harmadik legnagyobb devizaközpontja és 3. legnagyobb pénzügyi központja, a második legnagyobb kaszinó-szerencsejáték központja, a harmadik legnagyobb olajfinomító és kereskedelmi központja és a hajójavítási szolgáltatások egyik fő központja, a világ legfontosabb logisztikai központja.
Ázsia legfontosabb ipari központja: kikötőjének forgalma első a világon. Szingapúrban található a Föld egyik legnagyobb olajfinomító-kapacitása. A világ egyik leggazdagabb állama (GDP: 61 046 USD/fő PPP). A Világgazdasági Fórum 2009-2010-es listája szerint a világ 3. legversenyképesebb országa.

### Gazdasági ágazatok

#### Külkereskedelem
- Exporttermékek: gépek, berendezések, elektronikai készülékek, iparcikkek, vegyipari termékek, gyógyszerek, üzemanyag.
- Importtermékek: gépek, berendezések, ásványi anyagok, vegyipari termékek, élelmiszerek, fogyasztási cikkek.

Legfőbb kereskedelmi partnerek a 2016-os adatok alapján:
- Import: Kína 14,3%, Malajzia 11,4%, Egyesült Államok 10,8%, Japán 7%, Dél-Korea 6,1%, Indonézia 4,8%
- Export: Kína 12,8%, Hongkong 12,6%, Malajzia 10,5%, Indonézia 7,8%, USA 6,8%, Japán 4,5%, Dél-Korea 4,4%

## Közlekedés
Legrégebbi állandó hídja a Szingapúr folyó fölött az 1869-ben épült Cavenagh híd; ennek tehermentesítésére épült meg 1908-1910 között az Anderson híd.

### Közút

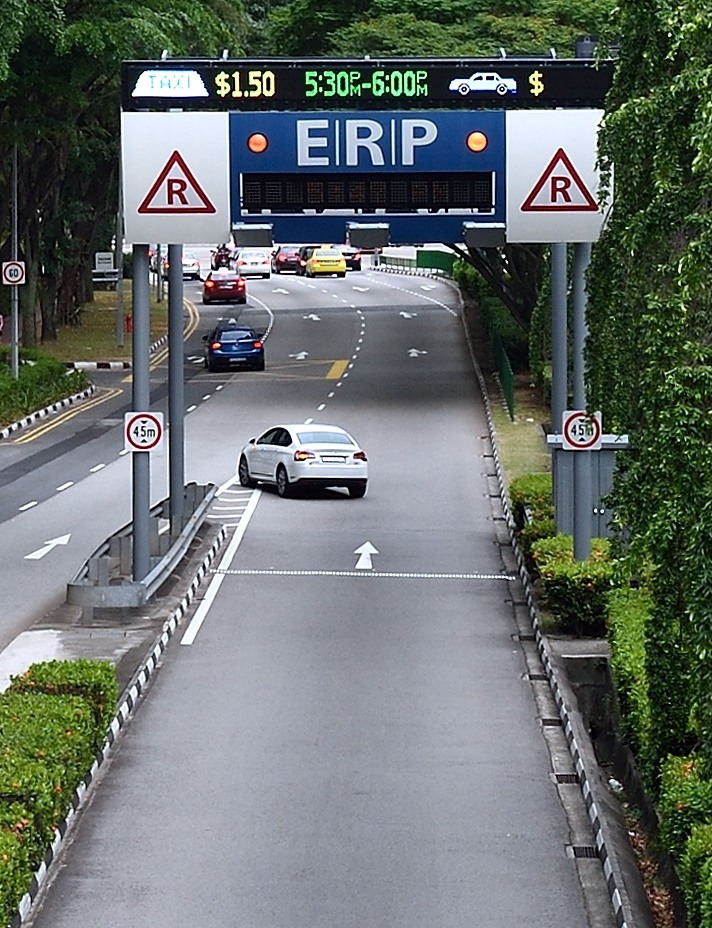
Útdíjfizető kapu Szingapúrban

Szingapúr közúthálózatnak hossza 3500 km, ebből 164 km gyorsforgalmi út. A Nemzetközösség legtöbb országához hasonlóan itt is bal oldali közlekedés van. 1975-ben a világban elsőként Szingapúrban vezettek be dugódíjat, ezzel együtt szigorították a járműtulajdonlás szabályait és népszerűsítették a tömegközlekedést. Az útdíj rendszert 1998-ban korszerűsítették, azóta elektronikus útdíjfizetés és térfigyelés van érvényben. 2025-ig az autókban megtalálható fedélzeti eszközöket automatikusan leolvasó útdíjfizető kapukat műholdas járműkövetéssel helyettesítik majd.
Mivel Szingapúr sűrűn lakott kis szigetország, a privát gépjárművek száma szigorúan van szabályozva. Azoknak, akik autót vásárolnak, a jármű piaci értékének 100%, 140%, 190%, 250% vagy 320%-ával megegyező regisztrációs díjat kell fizetniük és jogosultsági bizonyítványért is folyamodniuk kell, amellyel a gépjárművet legfeljebb 10 évig lehet használni. Az értékesíthető jogosultsági bizonyítvány számát és árát havonta kétszer határozzák meg a legfrissebb gépkocsi-regisztrációs és deregisztrációs statisztikák alapján.

### Légi
- Szingapúr-Changi repülőtér

## Telekommunikáció
| Hívójel prefix | S6, 9V |
| ITU zóna       | 54     |
| CQ zóna        | 28     |

## Kultúra
Ma már alig lehet elképzelni, hogy alig 100 évvel ezelőtt szemetes, cölöpházakkal teletűzdelt kis kikötő volt, hiszen ma központjában a leghatalmasabb bankok és társaságok felhőkarcolói állnak a modern sugárutak és üzletek mellett. A világon az egyik legmagasabb egy főre jutó GDP-vel büszkélkedő kis államban szigorú törvények védik a környezetet, és súlyos büntetést szabhatnak ki arra, aki közterületen szemetel, köpköd, cigarettázik, eszik, rágógumizik, nem a kijelölt helyen megy át az úttesten vagy akár nem öblíti le a WC-t a nyilvános illemhelyen.
Részben a nagy szigor miatt, a világon Szingapúrban követik el a legkevesebb bűncselekményt. A közvélemény általában támogatja az ország szigorú törvényeit. Egyetértenek a drogcsempészeket sújtó halálbüntetéssel, a pornográfia tilalmával és a politikai véleménynyilvánítás korlátozásával – cserébe virágzó gazdasági körülmények között élhetnek. A szex különböző formáinak tilalma azonban nem találkozik a lakosság akaratával.
Szingapúrban érdekes módon nyílt és törvényes a prostitúció. A legnépszerűbb sétálóutcában például az ékszerboltok, vegytisztító szolgáltatások és butikok között helyet kapnak az eszkortszolgálatok irodái is. [forrás?]

### Oktatási rendszer
- ESSEC Business School
- INSEAD

### Gasztronómia
A szingapúri gasztronómia a maláj, kínai, indiai, indonéz, nyugat-európai (elsősorban portugál és angol), japán, koreai és thai konyhák keveréke. Az ételek sokszínűségét a nemzeti identitás kulcsfontosságú tényezőjének tekintik. A beszélgetések gyakori témája az étkezés és ételkészítés. Az egyes vallási csoportok megtartották ugyanakkor a maguk kulináris szokásait: a hinduk nem esznek marhahúst, a muszlimok pedig sertést. Gyakori a különböző nemzetiségűek közös étkezése, amelyen mindig szem előtt tartják az adott csoport szokásait és/vagy étkezési előírásait, ezért mindenki számára elfogadható fogást választanak, ezzel igyekezvén egymáshoz közelebb kerülni.
Már Szingapúr korai időszakában népszerűek voltak az ételstandok, vagy ételekkel járó kocsik. Ezt olyanok vették igénybe (pl. hivatalnokok), akik nem tudtak odahaza étkezni, ezért az ebédjüket rendszerint ilyenformán fogyasztották el. Előnyük, a gyors ellátás ellenére komoly hátulütőjük abban volt, hogy nem voltak higiénikusak (tudható ez a vízkészletekkel való takarékoskodásnak). Csak az 1960-as években hozott a kormány törvényeket az ételárusítás ezen formájának megrendszabályozására. Az ételkiárusítóknak meg vannak a maguk központjai és mindegyiknek meg vannak a maguk specialitásai. Azokon a helyeken, ahol egy éppen adott nemzetiség él (kínai, maláj, indiai), ott mindig annak a gasztronómiája befolyásolja az ételkiárusítók kínálatát. Azonban akár ezen konyhák fogásai együttesen is szerepelhetnek a kínálatban. Az árusok által árult legnépszerűbb ételek a kókuszdiólekváros pirítós, chilis rák, currys halfej, a roti prata (egy palacsintához hasonló indiai tésztaféle, amit currymártással esznek), hainani csirke rizzsel stb.

## Turizmus

### Látnivalók

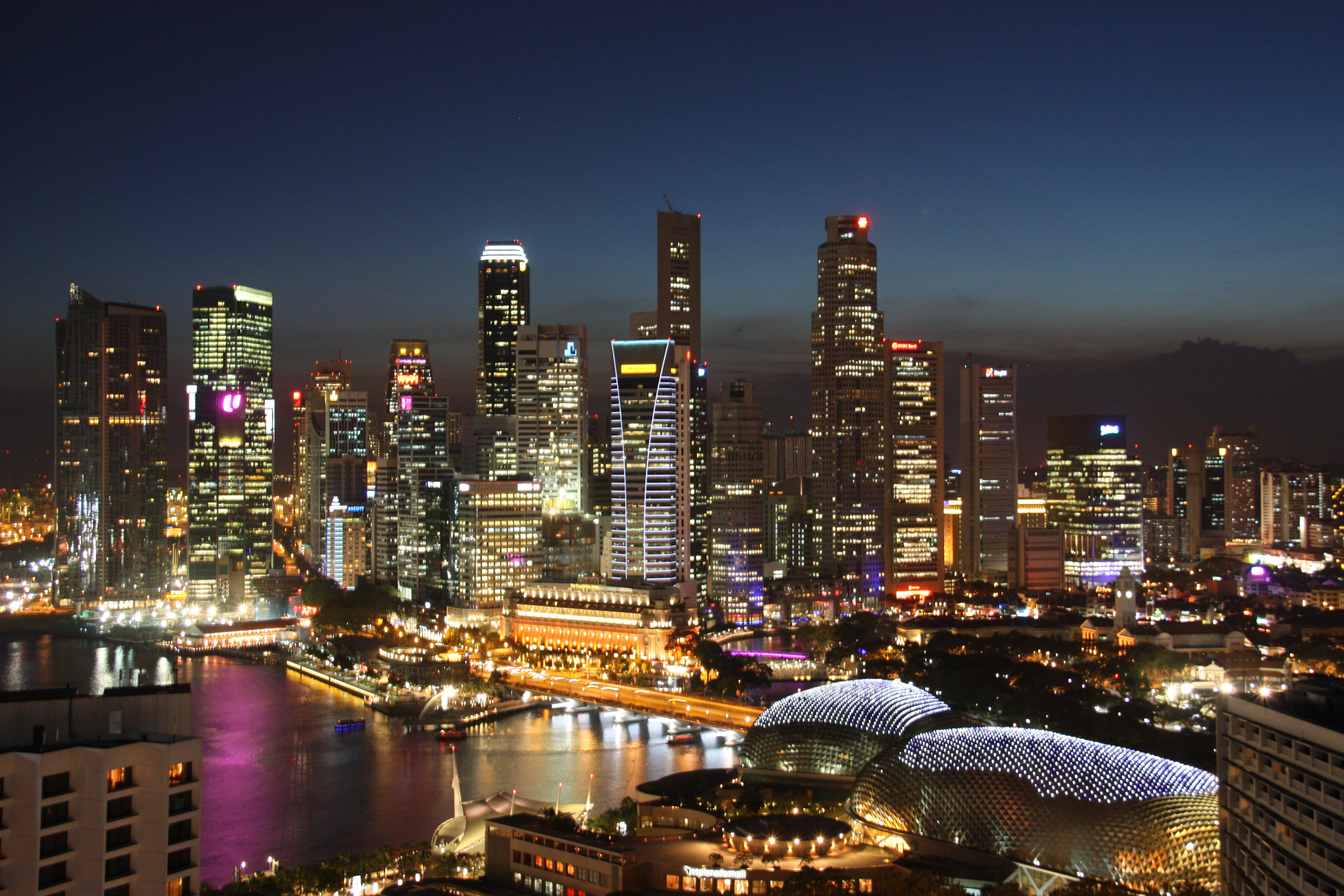
Szingapúr, a 2010-es ifjúsági olimpia helyszíne

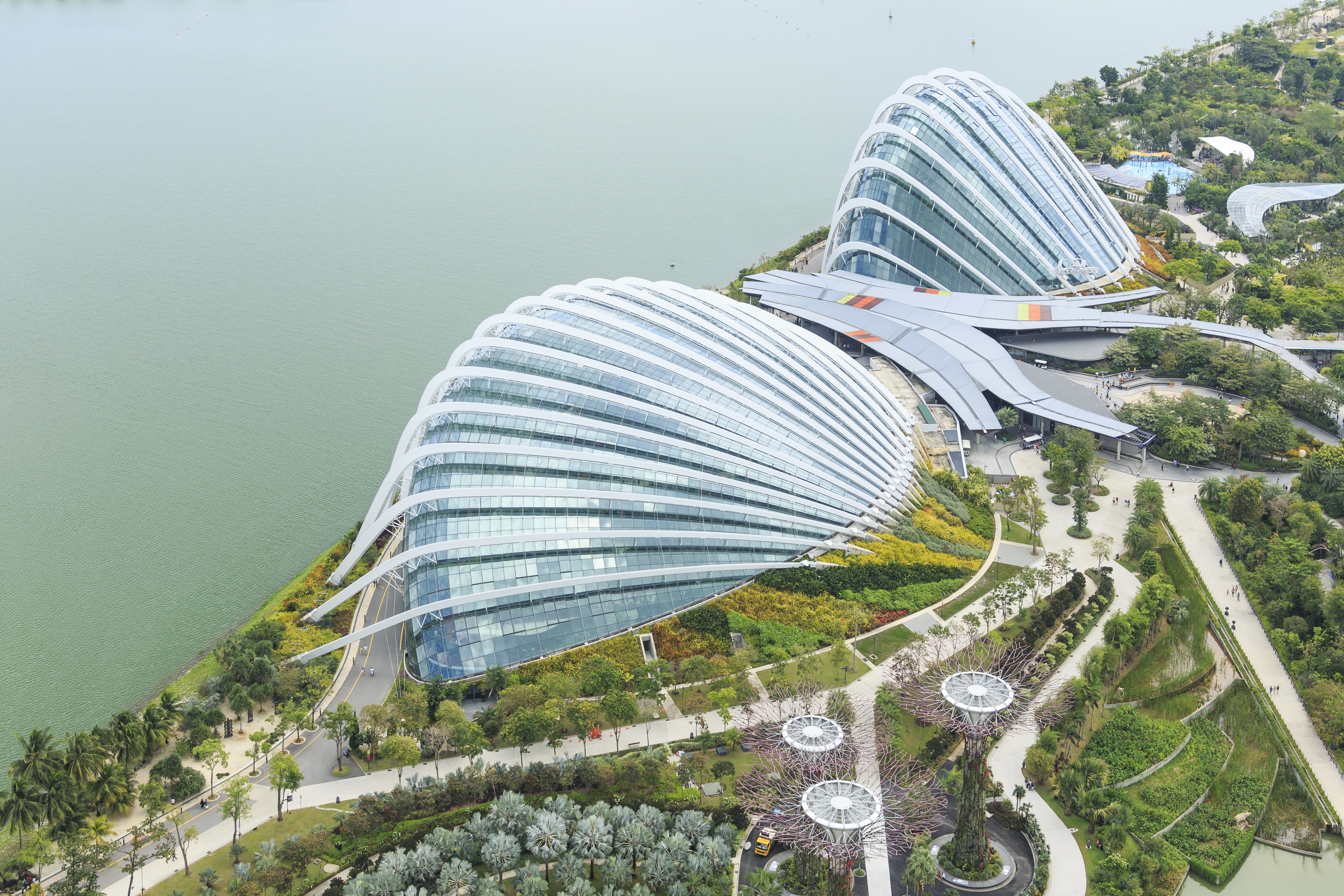
A Gardens by the Bay az ökoturizmus célpontja

- A Clarke Quay a brit gyarmati idők egykori folyami kikötője a Singapore-folyón. A felhőkarcolók árnyékába szorult, gyarmati időket idéző házikók zsúfolt kiülős éttermekké, esti szórakozóhelyekké alakultak át.
- Az 1887-ben megnyitott Beach House-t a modern városállam megalapítójáról Raffles Hotelnek nevezték el, és 1987-ben műemléknek nyilvánították.
- A Sentosa-sziget rengeteg természeti és mesterséges látványossággal kiépített hely a turistáknak és a helyieknek egyaránt. Itt található az egyetlen megmaradt tengerparti erőd, a Siloso-erőd. A Lepkék Parkja, a Rovarok Királysága és az óceanárium a környék állatvilágának egy-egy részletét mutatja be.
- Szingapúri állatkert
- Jurong madárpark
- A Gardens by the Bay az ökoturizmus célpontja, két óriás méretű üvegházzal és tizennyolc mesterséges, napenergiát gyűjtő fával.

## Sport

### Nemzetközi sportversenyek
Formula–1-es futamot rendez 2008-tól, amely a sportág történetének első éjszakai futama, amit kivilágított aszfaltcsíkon bonyolítanak le. Itt történt 2008-ban a Crash-Gate botrány néven elhíresült incidens, amikor is a Renault F1-csapattag, brazil Nelson Piquet Jr. felettesei utasítására a szűk városi pályán autóját szándékosan a falhoz csapta – veszélyeztetve ezzel versenyzőtársait és a nézőket is –, hogy ezzel csapattársát, a kétszeres világbajnok spanyol Fernando Alonsót győzelemhez segítse.
2010. augusztus 14. és 26. között Szingapúrban rendezték az első ifjúsági olimpiai játékokat.
A Volvo Ocean Race is megáll Szingapúrban.
2021 decemberében a maláj születésű, de szingapúri állampolgár Loh Kean Yew nyerte a férfiak egyéni versenyszámát a Tollaslabda Világbajnokságon.

## Ünnepek
Nemzeti ünnepek:

| dátum    | név                   | angol név                              | megjegyzés                   |
| -------- | --------------------- | -------------------------------------- | ---------------------------- |
| Jan 1    | Újév                  | New Year's Day                         |                              |
| Jan/Febr | Kínai újév            | Chinese New Year – Lunar New Year      | két napos ünnep              |
| Márc/Ápr | Nagypéntek            | Good Friday                            | keresztény ünnep             |
| Máj 1    | A munka ünnepe        | Labour Day                             |                              |
| Máj      | Vészák                | Vesak Day                              | hindu és buddhista ünnep     |
| Aug 9    | Nemzeti ünnep         | függetlenség Malajziától – 1965.       |                              |
| Okt/Nov  | Dípávali              | Deepavali                              | hindu fesztivál              |
| Dec 25   | Karácsony             | Christmas Day                          | keresztény ünnep             |
| változó  | A böjt megtör. ünnepe | Hari Raya Puasa – Hari Raya Aidilfitri | iszlám ünnep a Ramadán végén |
| változó  | Áldozati ünnep        | Hari Raya Haji – Hari Raya Aidiladha   | iszlám ünnep                 |

Egyéb ünnepek:

| dátum    | név                        | angol név                   | megjegyzés         |
| -------- | -------------------------- | --------------------------- | ------------------ |
| Dec 26   | Karácsony                  | Boxing Day                  | karácsony másnapja |
| Márc/Ápr | Húsvéthétfő                | Easter Monday               | keresztény ünnep   |
| Márc/Ápr | Húsvétvasárnap             | Holy Saturday               | keresztény ünnep   |
| Jan/Febr |                            | Thaipusam                   | hindu fesztivál    |
| változó  | A Próféta születésnapja    | Birthday of Prophet Mohamed | iszlám ünnep       |
| változó  | Az áldozati ünnep 2. napja | Hari Raya Puasa             | iszlám ünnep       |

### Kötetek
- Arany Éva: Szingapur Köztársaság oktatási rendszere; OPKM, Bp., 1985 (Az Országos Pedagógiai Könyvtár és Múzeum kiadványai. Iskolarendszerek)
- Szingapúr, 1-2.; MKK– Külkereskedelmi Minisztérium–Kopint, Bp., 1986 (Külkereskedelmi útmutató)
- Maszanobu Cudzsi: Szingapúr, 1942. Japán legnagyobb győzelme, Nagy-Britannia legnagyobb veresége; szerk. H. V. Howe, ford. Császár László; Hajja, Debrecen, 1999 (20. századi hadtörténet)
- Gyöngyösi Imre: Szingapúr. Délkelet-Ázsia kapujában; fotó Kató Zoltán, Szabó Terézia Gyöngyi, Konkoly-Thege György; Panoráma, Bp., 2006 (Panoráma országkalauzok)
- Gordon Győri János: Az oktatás világa Kelet- és Délkelet-Ázsiában. Japán és Szingapúr; Gondolat, Bp., 2006
- Marco Moretti: Szingapúr. Az oroszlán városa; Gabo, Bp., 2007 (Új Kilátó)
- Chew Yen Fook: Varázslatos Szingapúr; Booklands 2000, Békéscsaba, 2008
- Ágh Attila–Varga Gyula: Malajzia, Szingapúr. A kulturális szivárvány országai; Kossuth, Bp., 2011
- Magasházi Anikó: Szingapúr globálisan behálózva – magyar kitekintéssel; IASK–Savaria University Press, Kőszeg–Szombathely, 2018 (IASK monográfiák sorozat)
- Li Kuan Ju: A harmadik világból az elsőbe. A "szingapúri sztori": 1965–2000; ford. Hernádi András; bőv., jav. kiad.; Antall József Tudásközpont, Bp., 2018